# Seaton Sluice
Seaton Sluice – wieś w Anglii, w hrabstwie Northumberland. Leży 15 km na północny wschód od miasta Newcastle upon Tyne i 407 km na północ od Londynu. W 2001 miejscowość liczyła 3081 mieszkańców.